# Health-Belief-Modell
Das Health-Belief-Modell oder auch Modell gesundheitlicher Überzeugungen ist ein Modell des Gesundheitsverhaltens. Es dient der Analyse und Vorhersage von gesundheitsbezogenem Verhalten und findet in der Gesundheitspsychologie Anwendung.

## Hintergrund
Die entscheidende Variable ist der Wert des Zieles und die Wahrscheinlichkeit der Zielerreichung. Das Modell basiert auf der Annahme, dass bestimmte Verhaltensweisen die Wahrscheinlichkeit, eine bestimmte Erkrankung zu bekommen, erhöhen und individuelle Verhaltensänderungen dieses Risiko reduzieren. Die Überzeugung, dass eine bestimmte Aktivität die Krankheit vermeiden hilft, ist ausschlaggebend für die angenommene Wahrscheinlichkeit der Zielerreichung. Das Gesundheitsverhalten wird von bewussten Kosten-Nutzen-Überlegungen bestimmt.
Das in den 1950er Jahren entwickelte Health-Belief-Modell fasst verschiedene Thesen zusammen, von denen die Motivation zur Inanspruchnahme des Gesundheitswesens und die Bereitschaft zur Durchführung krankheitspräventiver Maßnahmen abhängt.
Folgende Faktoren gehen als Bestimmungsgrößen in das Modell ein:
- die Erkennbarkeit des Nutzens und der Effektivität eigenen präventiven Verhaltens („Wenn ich körperlich aktiv bin, verringert sich die Wahrscheinlichkeit, dass ich herzkrank werde.“)
- die Bewertung der Gefährlichkeit der Erkrankung
- die subjektive Einschätzung der eigenen Krankheitsanfälligkeit (persönliche Gefährdung)
- die Wahrnehmung eigener Einschränkungen und Opfer, die durch das präventive Verhalten bedingt sind (Bilanzierung des Nutzens gegenüber den möglichen „Kosten“)
- der Glaube an die Effektivität und den Nutzen einer bestimmten Handlung, z. B. medizinische Hilfe
- der objektive Schweregrad der Erkrankung. Dieser Faktor hat bemerkenswerterweise den geringsten Einfluss auf die Inanspruchnahme medizinischer Maßnahmen.